# Surfongeval bij Scheveningen (2020)
Het surfongeval bij Scheveningen vond plaats op 11 mei 2020 aan de Nederlandse Noordzeekust ter hoogte van Scheveningen. Vijf surfers kwamen om het leven door vermoedelijk een combinatie van extreme weersomstandigheden en schuimvorming. Het incident maakte veel indruk op de Nederlandse surf- en watersportgemeenschap.

## Gebeurtenis
Op de avond van 11 mei 2020 waagden meerdere surfers en watersporters zich in zee bij de Noordelijke Havenhoofden van Scheveningen. De omstandigheden waren verraderlijk door harde wind, sterke stromingen en een dikke schuimlaag, een natuurlijk fenomeen waarbij algen schuimvorming op het wateroppervlak veroorzaken. Rond 19:00 uur kwamen verschillende surfers in de problemen. De combinatie van de sterke stroming en de dichte schuimlaag bemoeilijkte het zwemmen en maakte ademhalen lastig. Reddingsdiensten, waaronder de KNRM, brandweer, politie en reddingsbrigades, rukten massaal uit om de watersporters te helpen.

## Slachtoffers
Bij het incident kwamen vijf ervaren surfers om het leven. De lichamen van een 30-jarige en een 38-jarige man uit Den Haag werden dezelfde avond uit het water gehaald. De lichamen van een 24-jarige man uit Den Haag en een 22-jarige man uit Delft werden de dag erna geborgen. Het laatste lichaam, van een 23-jarige man uit Delft, werd pas op 4 juni 2020 gevonden bij het Noordelijk Havenhoofd in Scheveningen. De slachtoffers waren actieve en ervaren leden van de surf- en watersportgemeenschap in Scheveningen.

## Oorzaken en gevolgen
Na het incident werd veel onderzoek gedaan naar de oorzaken ervan. Deskundigen concludeerden dat de combinatie van zware zeestromingen, een aflandige wind en de dikke laag schuim de redding bemoeilijkten. Het schuim fungeerde als een soort deken die het zicht belemmerde en het zwemmen zwaar maakte.
Het incident leidde tot een bredere bewustwording over de risico's van extreme weersomstandigheden in combinatie met een schuimlaag op het water. Surforganisaties en de KNRM hebben sindsdien extra waarschuwingen en richtlijnen opgesteld voor watersporters om dergelijke ongelukken in de toekomst te voorkomen.

## Herdenking
De dood van de vijf surfers maakte een grote indruk op de gemeenschap in Scheveningen en de bredere watersportgemeenschap. Op 3 september 2020 werd ter nagedachtenis aan de overleden surfers een 'paddle-out' gehouden voor het strand van Scheveningen. Een groot aantal surfers maakten in het water een cirkel om de overleden surfers te herdenken. Op 15 mei 2023 is op het Noordelijk Havenhoofd een monument geplaatst ter herinnering aan de slachtoffers.